# Karl Lehmann
Karl Lehmann (Sigmaringen, Alemania, 16 de mayo de 1936-Maguncia, 11 de marzo de 2018) fue un cardenal alemán, obispo de Maguncia. Perteneció al Grupo de San Galo.

## Biografía
Fue ordenado sacerdote para la archidiócesis de Friburgo el 10 de octubre de 1963 y tuvo doctorados en filosofía y teología en la Pontificia Universidad Gregoriana de Roma.
Fue asistente de Karl Rahner en la Universidad de Münster. Después de obtener su "habilitación", enseñó teología dogmática en la Universidad Johannes Gutenberg de Maguncia. Fue miembro del Comité Central de Católicos Alemanes y el Círculo Ecuménico de Jaeger-Stählin. Más tarde enseñó en la Universidad Albert Ludwig de Friburgo de Brisgovia y fue miembro de la Comisión Teológica Internacional. También editó la publicación oficial de los documentos del Sínodo Conjunto de las diócesis en la República Federal de Alemania (Sínodo de Wurzburgo, 1971-75).
El 21 de junio de 1983 fue nombrado obispo de Maguncia y recibió la ordenación episcopal el 2 de octubre.
Fue presidente de la Conferencia Episcopal Alemana durante 20 años, hasta enero de 2008 (elegido en 1987 y reconfirmada en 1993, 1999 y 2005).
En 1991 fue Secretario Especial de la Primera Asamblea Especial para Europa del Sínodo de los Obispos.
Creado y proclamado Cardenal por Juan Pablo II en el consistorio del 21 de febrero de 2001, con el título de S. Leone I (San León I).
El cardenal Lehmann fue miembro de:
- Congregaciones: para las Iglesias Orientales, para los Obispos
- Consejos Pontificios: para Promover la Unidad de los Cristianos, para las Comunicaciones Sociales
- Administración del Patrimonio de la Sede Apostólica
- Consejo Especial para Europa de la Secretaría General del Sínodo de los Obispos

## Honores y distinciones
Lehmann recibió numerosos honores desde 1983. Desde ese año es profesor honorario de la Facultad de Teología Católica de la Universidad Albert Ludwig de Friburgo y en 1984 de la Universidad Johannes Gutenberg de Maguncia. En 1987 fue elegido miembro de la Academia de Ciencias y Literatura de Maguncia. Al año siguiente recibió la Gran Cruz de la Orden del Mérito de la República Federal de Alemania. En 1991 recibió el doctorado "honoris causa" por la Universidad de Innsbruck (Facultad de Teología Católica) y por la Universidad Católica de América, en Washington D. C. (Facultad de Derecho).
En 1991 se convirtió en miembro de la Academia Europea de Ciencias y Artes con sede en Salzburgo. En 1993 recibió el título "honoris causa" de la Universidad Católica "Saint Patrick's College" en Maynooth, Irlanda. En 1994, gana el Premio Karl Barth de la Unión de Iglesias Evangélicas (UEK) de Berlín. En 1995 el premio a la protección del medio ambiente "Golden Flower Rheydt" de la ciudad de Mönchengladbach. En 1996 el Premio Cardenal Döpfner de la Academia Católica de Baviera, Múnich. En 1997, el doctorado "honoris causa" de la Academia de Teología Católica de Varsovia (Facultad de Historia y Ciencias Sociales). En 1999, miembro del Senado del Instituto Max Planck. En 2000, el título "honoris causa" de la Universidad de Graz (Facultad de Teología Católica). En 2006 recibió el Premio Abraham Geiger hebreo. En 2014 recibió el premio Romano Guardini de la Academia Católica de Baviera.

## Obras
Son abundantes sus publicaciones y sus contribuciones. Puede consultarse la bibliografía en:
- Karl Lehmann, Bibliografía 1962-1983, Friburgo de Brisgovia, 1983.
- K. Lehmann, Testimoniare la fede - Formare la società, Friburgo de Brisgovia, 1993, pp. 734-760.

Ha editado numerosas obras, entre las cuales figuran:
- Internationale kath. Zeitschrift Communio (1972 ss.)
- H. Schlier (Friburgo de Brisgovia, 1980-1982)
- Dialog der Kirchen (Friburgo de Brisgovia - Göttingen, 1982 ss.)
- Erik Peterson (Würzburg, 1994 ss.)
- Karl Rahner, sämtliche Werke (Friburgo de Brisgovia, 1995 ss.)

Algunos libros parcialmente accesibles son:
- Karl Lehmann (1985). Thomas Jefferson, American humanist. University of Virginia Press. ISBN 9780813910789.
- Karl Lehmann (2007). "Jesus von Nazareth" kontrovers: Rückfragen an Joseph Ratzinger (2ª edición). LIT Verlag Münster. ISBN 9783825805999.
- Karl Lehmann (1982). Jesucristo resucitado, nuestra esperanza. Editorial Sal Terrae. ISBN 9788429306156.
- Karl Lehmann (1987). L'Azione ecclesiale. Editoriale Jaca Book. ISBN 9788816301429.